# Burgas flygplats
Burgas flygplats (IATA: BOJ, ICAO: LBBG) (bulgariska: Летище Бургас) är en internationell flygplats i sydöstra Bulgarien. Flygplatsen är den andra största i Bulgarien. Den ligger nära staden Burgas, omkring 10 kilometer från dess centrum.